# Alianza del Partido del Congreso
La Alianza del Partido del Congreso (CPA; chino: 國會 政黨 聯盟; pinyin: Guóhuì Zhèngdǎng Liánméng; Pe̍h-ōe-jī: Kok-hōe Chèng-tóng Liân-bêng) es un partido político en la República de China.